# Czas naświetlania
Czas naświetlania – w fotografii, czas, w jakim naświetlany jest materiał światłoczuły negatywowy bądź pozytywowy w urządzeniach klasycznych (np. aparat fotograficzny, powiększalnik) lub światłoczuły element optoelektroniczny w aparacie cyfrowym.
W przypadku fotografii tradycyjnej pod wpływem padającego światła naświetlane są halogenki srebra (AgX), które tworzą obraz utajony, a po jego wywołaniu – obraz jawny. Jeśli do materiału światłoczułego dotarło zbyt dużo światła, wtedy mowa jest o jego prześwietleniu, a jeśli zbyt mało – o jego niedoświetleniu.
W obecnie dostępnych aparatach fotograficznych do dyspozycji są czasy naświetlania od bardzo krótkich, ok. 1/8000 s, do długich – ok. 30 s. W bardziej zaawansowanych urządzeniach dostępna jest ręczna możliwość ustawienia ekspozycji poprzez tryb Bulb (na pokrętle nastawczym oznaczony jako „B”) lub Time (oznaczany „T”) – w przypadku trybu Bulb migawka pozostaje otwarta tak długo, jak długo wciśnięty jest przycisk spustu migawki. W trybie Time po naciśnięciu i zwolnieniu spustu migawki następuje jej otwarcie, a zamyka się ona dopiero po powtórzeniu tej czynności. Naświetlanie materiału światłoczułego w obu przypadkach może trwać wiele godzin, jednak praktycznie tak długie naświetlanie jest zalecane w trybie Time.
Duże wartości czasu naświetlania pozwalają na robienie zdjęć w warunkach ograniczonego oświetlenia lub też na uzyskanie ciekawych efektów artystycznych. Operowanie wartościami czasu naświetlania jest o wiele łatwiejsze przy użyciu aparatów cyfrowych – można bowiem na bieżąco przeglądać efekty pracy i nanosić niezbędne korekty, co nie jest możliwe w przypadku fotografii tradycyjnej.

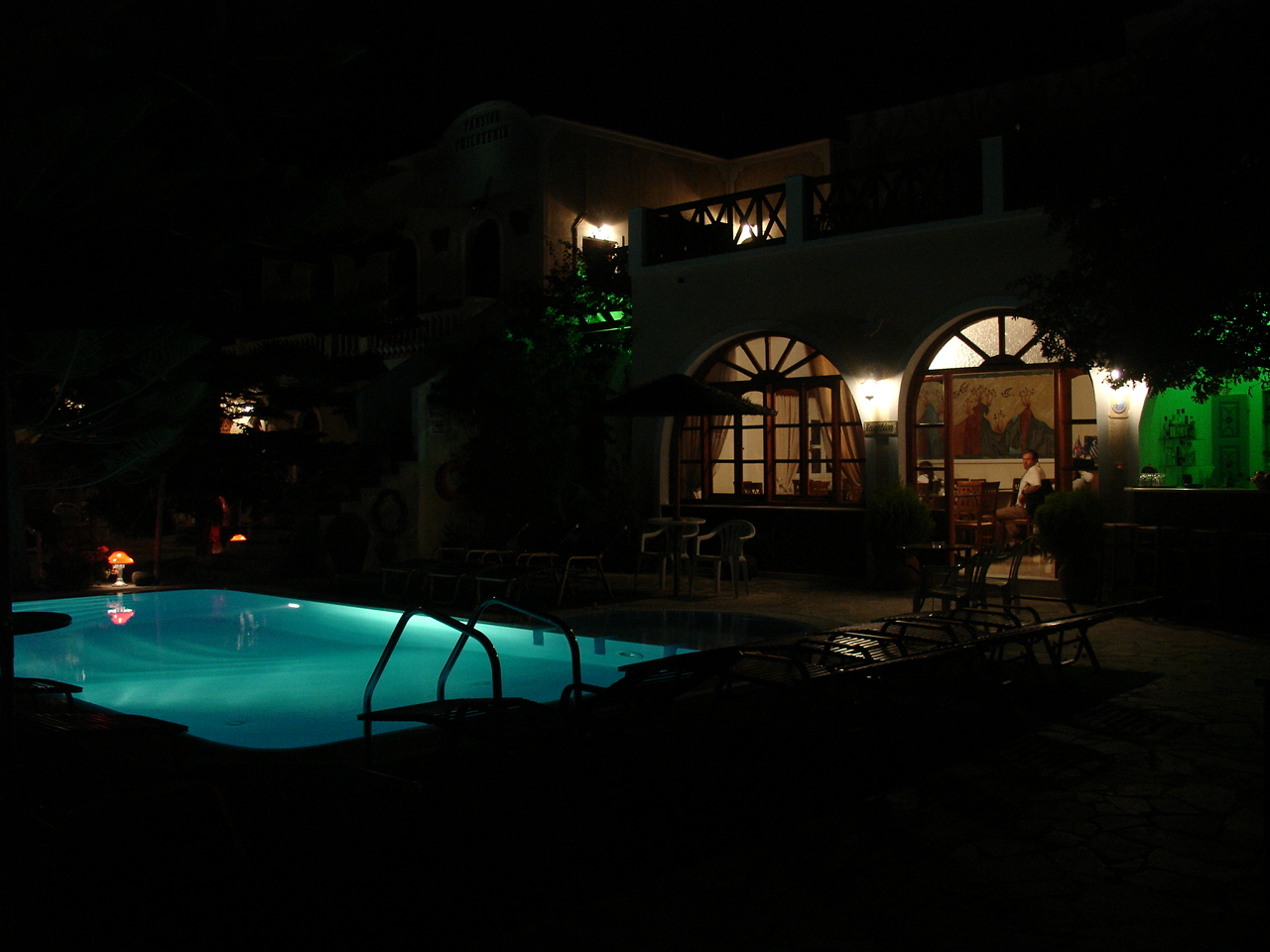
Krótki czas naświetlania 1/8 sekundy (automatyczny) dla zdjęcia nocą
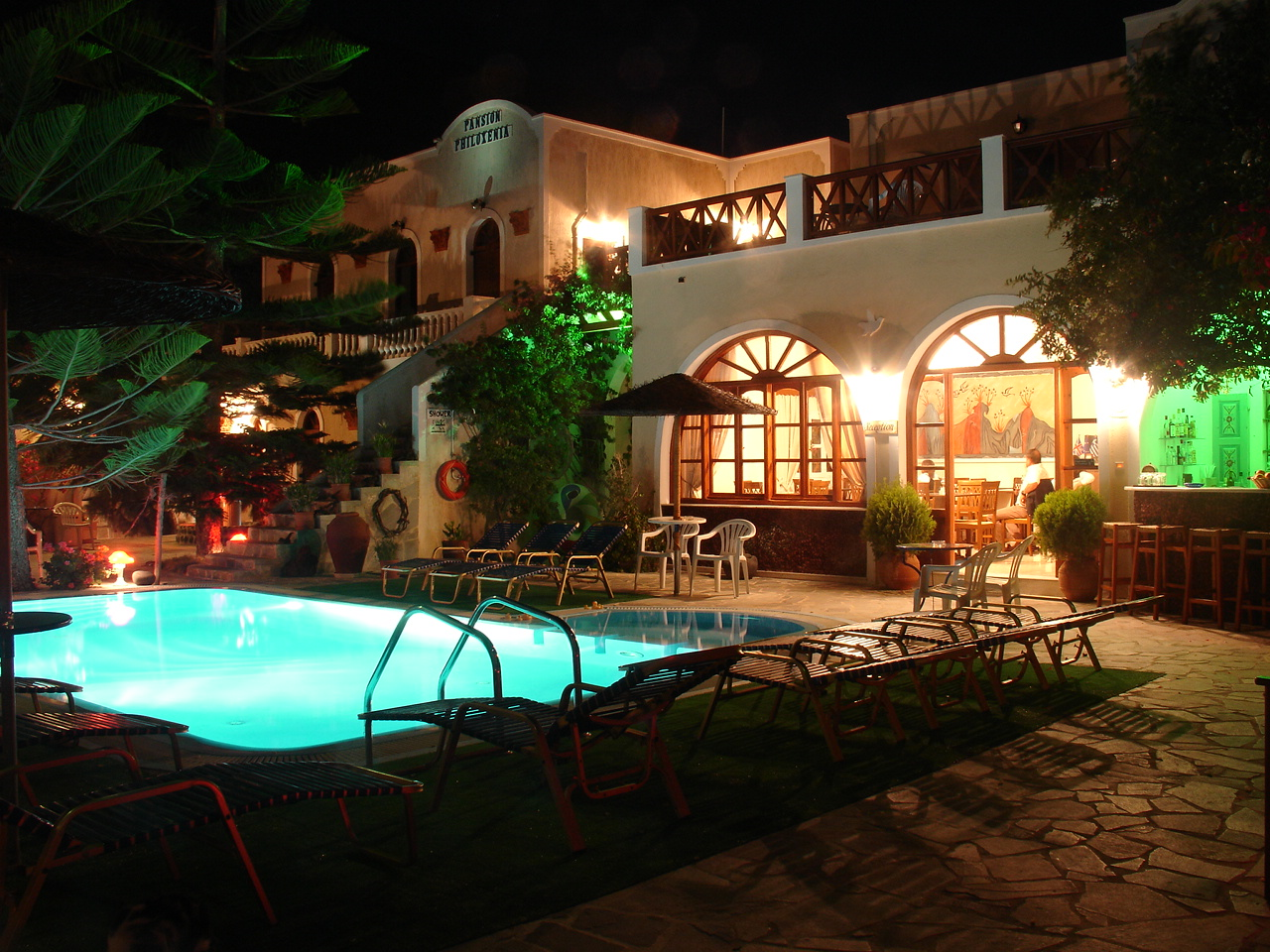
Długi czas naświetlania 10 sekund (ustawiony ręcznie) dla tego samego kadru
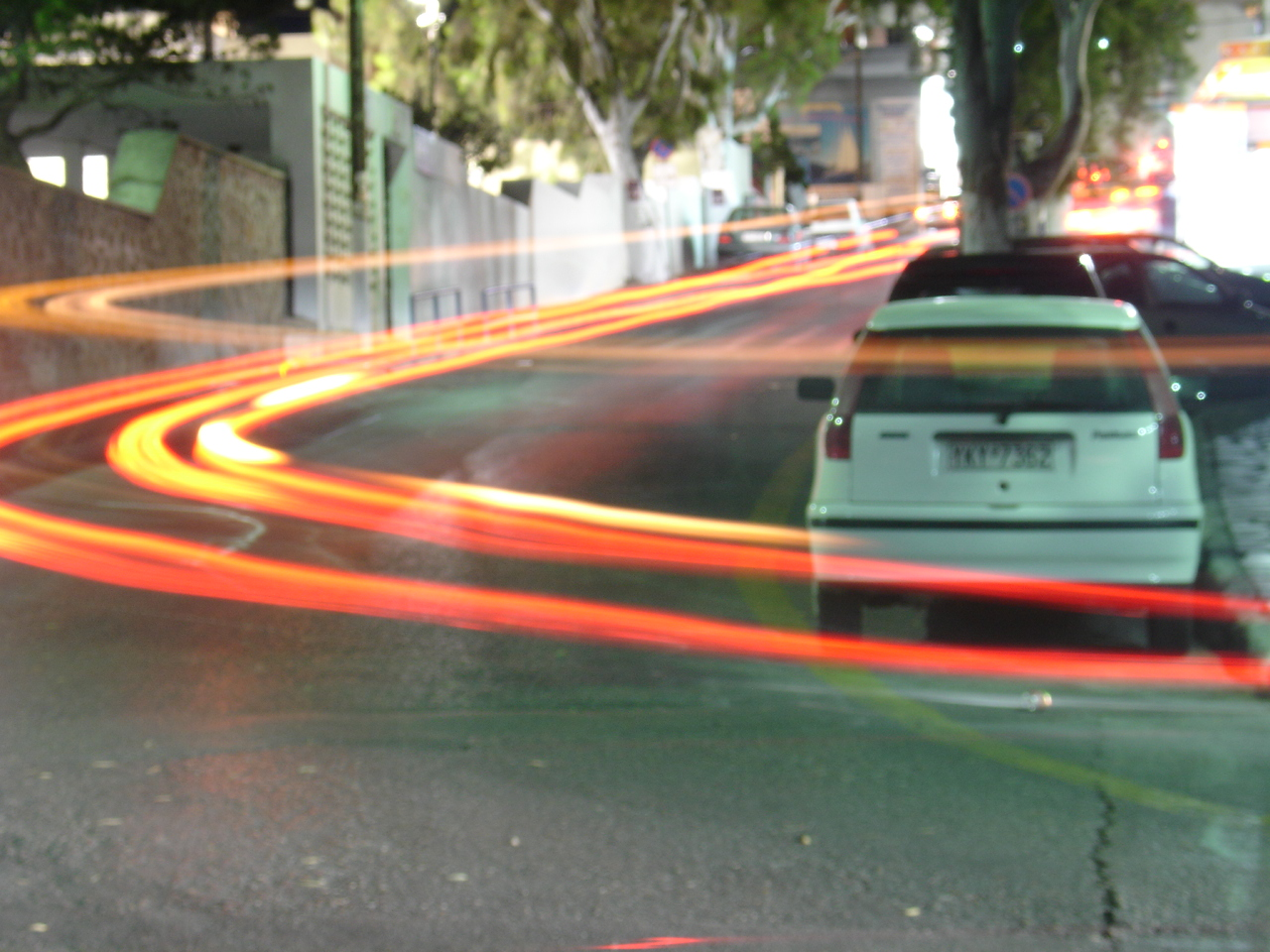
Efekt artystyczny uzyskany przez ustawienie czasu naświetlania na 20 sekund (zdjęcie nocą nieoświetlonej ulicy)
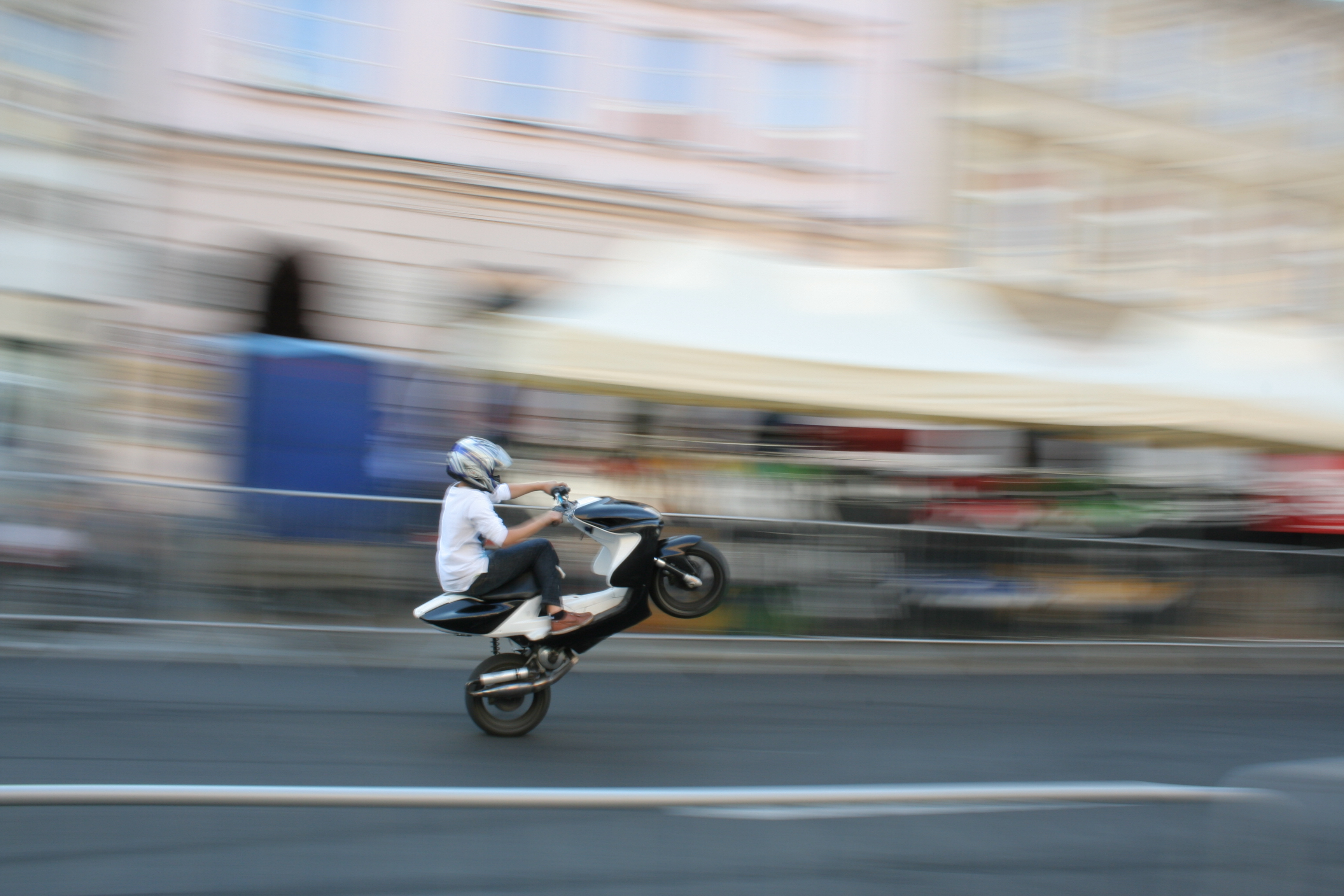
Panoramowanie – podążanie aparatem za ruchomym obiektem przy długim czasie naświetlania. Tutaj 1/13 sekundy.